# Безредка Олександр Михайлович
Олекса́ндр Миха́йлович Безре́дка  (27 березня (8 квітня) 1870, Одеса, Україна, Російська імперія — 28 лютого 1940, Париж) — французький мікробіолог та імунолог українського походження. Учень і співробітник лауреата Нобелівської премії Іллі Мечникова.

## Життєпис
Майбутній науковець народився в сім'ї івритомовного письменника Е. Іш-Но'омі й все своє життя зберігав вірність юдаїзму.
1892 року закінчив Новоросійський університет в Одесі (нині — Одеський національний університет імені І. І. Мечникова), 1897 — медичний колеж у Парижі.
Від 1897 року і до кінця життя працював у Парижі. Причиною еміграції стало усвідомлення ним, що в умовах самодержавної Росії наукова кар'єра неможлива (наприклад, О. Безредку наполегливо пропонували вихреститися, тобто перейти в християнство, відмовившись від віри батьків).
Здобув у 1897 році ступінь доктора медицини у Паризькому університеті з дисертацією на тему «Abscès sous-phréniques», відтоді асистент, професор і від 1916 р. заступник директора Пастерівського інституту в Парижі.

## Наукова робота
Основні праці присвячено проблемі імунітету. Зокрема:
- Відкрив спосіб місцевої імунізації, який широко використовується для профілактики низки інфекційних захворювань[4].
- Вивчав механізми розвитку інфекцій в організмі, специфічність сприйнятливості до мікроорганізмів різними клітинами[3].
- Створив учення про рецептивні клітини й антивіруси[5].
- Виділив і дослідив ендотоксин черевнотифозної бактерії[3].
- Дослідив участь в імунітеті лейкоцитів, вивчав лейкотоксини та антилейкоцитарну сироватку[3].
- Провів фундаментальні імунологічні дослідження анафілаксії.[3]
- Увів термін — «протианафілактичний засіб»[6].
- З'ясував роль нервової системи в розвитку анафілактичного шоку, розробив метод запобігання цьому шокові при сироватковому лікуванні (метод дробової десенсибілізації по Безредку)[7].

Безредка — автор теорії «місцевого імунітету», яка піддавалась критиці з боку опонентів науковця за його спробу ізолювати явище імунітету від захисних реакцій організму в цілому. Незважаючи на це, відкритий Безредком спосіб місцевої імунізації знайшов застосування для профілактики ряду інфекцій: вакцинації по Безредка проти черевного тифу, шигельозу (тоді називали дизентерією), холери, сибірки, вакцинація через шкіру проти стрептококової і стафілококової інфекції. Відомі його дослідження туберкульозу. Експериментальні дослідження Безредкою явищ анафілаксії привели його до розробки методу попередження анафілактичного шоку під час лікування сироваткою (метод дробової десенсибілізації).
Його відкриття були використані для розробки методів профілактики та догляду, які використовуються сьогодні в боротьбі з новими хворобами. Він, безсумнівно, один із дослідників, на жаль, забутих, яким нинішня медицина зобов'язана багатьом успіхам.